# 91ste Oscaruitreiking
De 91ste Oscaruitreiking, waarbij prijzen werden uitgereikt aan de beste prestaties in films uit 2018, vond op 24 februari 2019 plaats in het Dolby Theatre in Hollywood. De nominaties werden op 22 januari bekendgemaakt door Kumail Nanjiani en Tracee Ellis Ross in het Samuel Goldwyn Theater te Beverly Hills.
In december 2018 werd Kevin Hart aangeduid als de presentator van de prijsuitreiking, maar toen de komiek vervolgens in opspraak kwam door enkele oude uitspraken over homoseksualiteit besloot hij zich terug te trekken. Nadien werd besloten om de prijsuitreiking voor het eerst in 30 jaar te organiseren zonder officiële presentator.
Green Book werd uitgeroepen tot beste film. Bohemian Rhapsody was de grote winnaar met vier Oscars.

## Winnaars en genomineerden
De winnaars staan bovenaan in vet lettertype.

#### Beste film
- Green Book
  - Black Panther
  - BlacKkKlansman
  - Bohemian Rhapsody
  - The Favourite
  - Roma
  - A Star Is Born
  - Vice

#### Beste regisseur
- Alfonso Cuarón - Roma
  - Yorgos Lanthimos - The Favourite
  - Spike Lee - BlacKkKlansman
  - Adam McKay - Vice
  - Paweł Pawlikowski - Cold War

#### Beste mannelijke hoofdrol
- Rami Malek - Bohemian Rhapsody
  - Christian Bale - Vice
  - Bradley Cooper - A Star Is Born
  - Willem Dafoe - At Eternity's Gate
  - Viggo Mortensen - Green Book

#### Beste vrouwelijke hoofdrol
- Olivia Colman - The Favourite
  - Yalitza Aparicio - Roma
  - Glenn Close - The Wife
  - Lady Gaga - A Star Is Born
  - Melissa McCarthy - Can You Ever Forgive Me?

#### Beste mannelijke bijrol
- Mahershala Ali - Green Book
  - Adam Driver - BlacKkKlansman
  - Sam Elliott - A Star Is Born
  - Richard E. Grant - Can You Ever Forgive Me?
  - Sam Rockwell - Vice

#### Beste vrouwelijke bijrol
- Regina King - If Beale Street Could Talk
  - Amy Adams - Vice
  - Marina de Tavira - Roma
  - Emma Stone - The Favourite
  - Rachel Weisz - The Favourite

#### Beste originele scenario
- Green Book - Nick Vallelonga, Brian Currie en Peter Farrelly
  - The Favourite - Deborah Davis en Tony McNamara
  - First Reformed - Paul Schrader
  - Roma - Alfonso Cuarón
  - Vice - Adam McKay

#### Beste bewerkte scenario
- BlacKkKlansman - Charlie Wachtel, David Rabinowitz, Kevin Willmott en Spike Lee
  - The Ballad of Buster Scruggs - Joel Coen en Ethan Coen
  - Can You Ever Forgive Me? - Nicole Holofcener en Jeff Whitty
  - If Beale Street Could Talk - Barry Jenkins
  - A Star Is Born - Eric Roth, Bradley Cooper en Will Fetters

#### Beste niet-Engelstalige film
- Roma - Mexico
  - Capernaum - Libanon
  - Cold War - Polen
  - Never Look Away - Duitsland
  - Shoplifters - Japan

#### Beste animatiefilm
- Spider-Man: Into the Spider-Verse - Bob Persichetti, Peter Ramsey, Rodney Rothman, Phil Lord en Christopher Miller
  - Incredibles 2 - Brad Bird, John Walker en Nicole Paradis Grindle
  - Isle of Dogs - Wes Anderson, Scott Rudin, Steven Rales en Jeremy Dawson
  - Mirai - Mamoru Hosoda en Yūichirō Saitō
  - Ralph Breaks the Internet - Rich Moore, Phil Johnston en Clark Spencer

#### Beste documentaire
- Free Solo - Elizabeth Chai Vasarhelyi, Jimmy Chin, Evan Hayes en Shannon Dill
  - Hale County This Morning, This Evening - RaMell Ross, Joslyn Barnes en Su Kim
  - Minding the Gap - Bing Liu en Diane Quon
  - Of Fathers and Sons - Talal Derki, Ansgar Frerich, Eva Kemme en Tobias N. Siebert
  - RBG - Betsy West en Julie Cohen

#### Beste camerawerk
- Roma - Alfonso Cuarón
  - Cold War - Łukasz Żal
  - The Favourite - Robbie Ryan
  - Never Look Away - Caleb Deschanel
  - A Star Is Born - Matthew Libatique

#### Beste montage
- Bohemian Rhapsody - John Ottman
  - BlacKkKlansman - Barry Alexander Brown
  - The Favourite - Yorgos Mavropsaridis
  - Green Book - Patrick J. Don Vito
  - Vice - Hank Corwin

#### Beste productieontwerp
- Black Panther - Hannah Beachler en Jay Hart
  - The Favourite - Fiona Crombie en Alice Felton
  - First Man - Nathan Crowley en Kathy Lucas
  - Mary Poppins Returns - John Myhre en Gordon Sim
  - Roma - Eugenio Caballero en Bárbara Enríquez

#### Beste originele muziek
- Black Panther - Ludwig Göransson
  - BlacKkKlansman - Terence Blanchard
  - If Beale Street Could Talk - Nicholas Britell
  - Isle of Dogs - Alexandre Desplat
  - Mary Poppins Returns - Marc Shaiman

#### Beste originele nummer
- "Shallow" uit A Star Is Born - Muziek en tekst: Lady Gaga, Mark Ronson, Anthony Rossomando en Andrew Wyatt
  - "All the Stars" uit Black Panther - Muziek: Kendrick Lamar, Mark Spears en Anthony Tiffith, tekst: Kendrick Lamar, SZA en Anthony Tiffith
  - "I'll Fight" uit RBG - Muziek en tekst: Diane Warren
  - "The Place Where Lost Things Go" uit Mary Poppins Returns - Muziek: Marc Shaiman, tekst: Scott Wittman en Marc Shaiman
  - "When a Cowboy Trades His Spurs for Wings" uit The Ballad of Buster Scruggs - Muziek en tekst: Gillian Welch en David Rawlings

#### Beste geluidsmixing
- Bohemian Rhapsody - Paul Massey, Tim Cavagin en John Casali
  - Black Panther - Steve Boeddeker, Brandon Proctor en Peter Devlin
  - First Man - Jon Taylor, Frank A. Montaño, Ai-Ling Lee en Mary H. Ellis
  - Roma - Skip Lievsay, Craig Henighan en José Antonio García
  - A Star Is Born - Tom Ozanich, Dean Zupancic, Jason Ruder en Steve Morrow

#### Beste geluidsbewerking
- Bohemian Rhapsody - John Warhurst en Nina Hartstone
  - Black Panther - Benjamin A. Burtt en Steve Boeddeker
  - First Man - Ai-Ling Lee en Mildred Iatrou Morgan
  - A Quiet Place - Ethan Van der Ryn en Erik Aadahl
  - Roma - Sergio Díaz en Skip Lievsay

#### Beste visuele effecten
- First Man - Paul Lambert, Ian Hunter, Tristan Myles en J.D. Schwalm
  - Avengers: Infinity War - Dan DeLeeuw, Kelly Port, Russell Earl en Dan Sudick
  - Christopher Robin - Christopher Lawrence, Michael Eames, Theo Jones en Chris Corbould
  - Ready Player One - Roger Guyett, Grady Cofer, Matthew E. Butler en David Shirk
  - Solo: A Star Wars Story - Rob Bredow, Patrick Tubach, Neal Scanlan en Dominic Tuohy

#### Beste kostuumontwerp
- Black Panther - Ruth Carter
  - The Ballad of Buster Scruggs - Mary Zophres
  - The Favourite - Sandy Powell
  - Mary Poppins Returns - Sandy Powell
  - Mary Queen of Scots - Alexandra Byrne

#### Beste grime en haarstijl
- Vice - Greg Cannom, Kate Biscoe en Patricia Dehaney
  - Border - Göran Lundström en Pamela Goldammer
  - Mary Queen of Scots - Jenny Shircore, Marc Pilcher en Jessica Brooks

#### Beste korte film
- Skin - Guy Nattiv en Jaime Ray Newman
  - Detainment - Vincent Lambe en Darren Mahon
  - Fauve - Jeremy Comte en Maria Gracia Turgeon
  - Marguerite - Marianne Farley en Marie-Hélène Panisset
  - Mother - Rodrigo Sorogoyen en María del Puy Alvarado

#### Beste korte animatiefilm
- Bao - Domee Shi en Becky Neiman-Cobb
  - Animal Behaviour - Alison Snowden en David Fine
  - Late Afternoon - Louise Bagnall en Nuria González Blanco 
  - One Small Step - Andrew Chesworth en Bobby Pontillas
  - Weekends - Trevor Jimenez

#### Beste korte documentaire
- Period. End of Sentence. - Rayka Zehtabchi en Melissa Berton
  - Black Sheep - Ed Perkins en Jonathan Chinn
  - End Game - Rob Epstein en Jeffrey Friedman
  - Lifeboat - Skye Fitzgerald en Bryn Mooser
  - A Night at the Garden - Marshall Curry

## Films met meerdere nominaties
De volgende films ontvingen meerdere nominaties:
| Nominaties | Film                         | Awards |
| ---------- | ---------------------------- | ------ |
| 10         | The Favourite                | 1      |
| 10         | Roma                         | 3      |
| 8          | A Star Is Born               | 1      |
| 8          | Vice                         | 1      |
| 7          | Black Panther                | 3      |
| 6          | BlacKkKlansman               | 1      |
| 5          | Bohemian Rhapsody            | 4      |
| 5          | Green Book                   | 3      |
| 4          | First Man                    | 1      |
| 4          | Mary Poppins Returns         |        |
| 3          | The Ballad of Buster Scruggs |        |
| 3          | Can You Ever Forgive Me?     |        |
| 3          | Cold War                     |        |
| 3          | If Beale Street Could Talk   | 1      |
| 2          | Isle of Dogs                 |        |
| 2          | Mary Queen of Scots          |        |
| 2          | Never Look Away              |        |
| 2          | RBG                          |        |